# ویتوریو مورلی دی پوپولو
ویتوریو مورلی دی پوپولو (به ایتالیایی: Vittorio Morelli di Popolo) بازیکن فوتبال و اهل ایتالیا است که از سال ۱۹۱۲ میلادی عضو تیم ملی فوتبال ایتالیا بوده و در ۱ بازی ملی حضور داشته‌است. او در بازی‌های ملی‌اش گلی به ثمر نرساند.
ویتوریو مورلی دی پوپولو آخرین بازی ملی خود را در سال ۱۹۱۲ میلادی انجام داد.